# Nataotin
Nataotin (Nat'oot'en, Nadot'en, Nedut'en).- Jedan od dva ogranka Babine Indijanaca, šira grupa Carrier ili Dakelh) nastanjena na jezeru Babine i srednjem toku istoimene rijeke u Britanskoj Kolumbiji. Swanton navodi dva njihova sela: Lathakrezla (na sjevernoj strani jezera Babine) i Neskollek (na Babine Lake).
Ova banda poznata je i pod imenom Lake Babine Indian Band ili Lake Babine Nation, što dolazi po jezeru Babine, koje je i dobilo ime po njima. Riječ Babine dolazi od francuskog u značenju 'velika usna' ("large lip,  tremendous lip"), odnosno po običaju da su žene ovih Indijanaca nosile labrete u donjim usnama, običaj kojeg su poznavali i neki Indijanci sa Sjeverozapadne obale, inače je raširen po Južnoj Americi i dijelovima Afrike.
Danas Nataotini žive na 24 ' reserves '. Glavna naselja su na rezervatima Woyenne I.R. No. 27 (blizu jezera Burns Lake),  Tachet na Babine I.R. No. 25, i Fort Babine na Babine I.R. No. 6.
Ribarstvo, šumarstvo i turističke djelatnosti glavne su ekonomske aktivnosti Nataotina.